# 120364 Stevecooley
120364 Stevecooley este o planetă minoră (asteroid) din centura de asteroizi. A fost descoperită pe 3 iulie 2005 la Catalina Station⁠(d) de Catalina Sky Survey. 
Obiectul prezintă o orbită caracterizată de o semiaxă mare de 2,652617308812 UAi, o excentricitate de 0,15, o înclinație de 13,5 ° în raport cu ecliptica.